# گمینا اورلا
گمینا اورلا (به لهستانی:  Gmina Orla) یک گمینا در لهستان است که در شهرستان بیلسک واقع شده‌است. گمینا اورلا ۱۵۹٫۶۸ کیلومتر مربع مساحت و ۳٬۲۵۶ نفر جمعیت دارد.